# میگوی ببری ژاپنی
میگوی ببری ژاپنی (نام علمی: Marsupenaeus japonicus) نام یک گونه از زیرراسته دارآبشش‌داران است.